# 黒田精工
黒田精工株式会社（くろだせいこう）は、神奈川県川崎市幸区に本社を置くボールねじ、マシニングセンタ用ツーリング、精密金型、測定装置、工作機械などを製造、販売するメーカーである。

## 沿革
- 1925年1月 - 黒田挾範製作所を創業。
- 1935年11月 - 合資会社黒田挾範製作所に変更。
- 1943年1月 - （旧）株式会社黒田挾範製作所に変更。
- 1949年4月 - 旧会社から営業譲渡され、（新）株式会社黒田挾範製作所を設立。
- 1961年10月 - 東京証券取引所2部に上場。
- 1965年6月 - 現社名に変更。
- 1970年10月 - 大阪証券取引所2部に上場。
- 2004年1月 - 大阪証券取引所上場廃止。

## 所在地
- 本社 - 神奈川県川崎市幸区
- 長野工場 - 長野県北安曇郡池田町
- 富津工場 - 千葉県富津市
- かずさアカデミア工場 - 千葉県君津市
- 旭工場 - 千葉県旭市